# Ctenium bahiense
Ctenium bahiense là một loài thực vật có hoa trong họ Hòa thảo. Loài này được Longhi-Wagner mô tả khoa học đầu tiên năm 2005.